# Belle du Seigneur (film)
Pour les articles homonymes, voir Belle du Seigneur.
Pour plus de détails, voir Fiche technique et Distribution.
Belle du Seigneur est un film dramatique franco-luxembourgo-britannico-allemand coécrit et réalisé par le réalisateur brésilien Glenio Bonder, d'après le roman éponyme de l'écrivain suisse francophone Albert Cohen, publié en 1968 par Gallimard. Achevé en 2011, il sort en salles en France le 19 juin 2013.

## Synopsis
Sur fond des années 1930 à Genève on suit l'histoire d'amour contrariée tout d'abord entre Solal (Rhys Meyers), sous-secrétaire général à la SDN (Société des Nations), et Ariane (Vodianova) car cette dernière est mariée à Adrien Deume, lui-même employé à la SDN et grand admirateur de Solal. Ce dernier le promeut et l'envoie en voyage pour le compte de la SDN. Solal a alors le champ libre pour faire une cour empressée à Ariane. Très rapidement, les amants vivent ensemble dans un hôtel en Italie au bord de la mer, puis dans une villa achetée par Solal, dans le nord de l'Italie avec vue sur un lac. Tout le film porte désormais sur le couple adultère,,,.

## Fiche technique
- Titre original : Belle du Seigneur
- Titre français : Belle du Seigneur
- Titre québécois :
- Réalisation : Glenio Bonder
- Scénario : Glenio Bonder, Vincenzo Cerami et James Dearden d'après Belle du Seigneur d'Albert Cohen
- Direction artistique : Christina Schaffer
- Décors :
- Costumes : Magdalena Labuz
- Photographie : Eduardo Serra
- Montage : Philippe Ravoet
- Musique : Gabriel Yared
- Son : Dan Van Bever
- Production : 
  - Coproduction : Banana films, Infinity 8 Films, Premiere Picture
  - Production déléguée : Jimmy de Brabant et Thierry de Navacelle
  - Production exécutive : Bob Bellion, Hervé Clerc, Glenio Bonder
- Sociétés de production : Delux Productions, BdS, TNVO
- Société de distribution : Ocean Films
- Pays d’origine :  France,  Luxembourg,  Royaume-Uni,  Allemagne
- Langue originale : anglais
- Format : couleur - 35 mm - 2,35:1 - son Dolby numérique
- Genre : drame
- Date de sortie : 
  -  France : 19 juin 2013

## Distribution
- Jonathan Rhys Meyers (V. F. : Alexis Victor) : Solal des Solal
- Natalia Vodianova	: Ariane d'Auble
- Marianne Faithfull : Mariette
- Ed Stoppard : Adrien Deume
- Maria Bonnevie : Isolde
- Janine Horsburgh : Antoinette Deume
- Leslie Woodhall : Hippolyte Deume
- Jimmy de Brabant : Sir John
- Jack Lang et Georges Kiejman : deux délégués français à la SDN[5]:Source et légende : Version française (V. F.) sur RS Doublage[6]

## Historique du film
Le réalisateur, Glenio Bonder, est un photographe et cinéaste brésilien, devenu diplomate après le retour d'un régime démocratique au Brésil. Il se passionne pour cette œuvre de l'écrivain Albert Cohen, et se met en tête d'en obtenir les droits pour l'adapter au cinéma. Après de longues négociations, de 1993 à 1999, avec notamment l'éditeur Gallimard et la veuve d'Albert Cohen, Bella Cohen, il gagne la confiance de Bella Cohen par un documentaire sur Cohen pour l'émission Un siècle d'écrivains, et parvient à ses fins.
Durant les années 2010, il finalise son projet et effectue les choix du casting. En janvier 2010, un contrat de production est signé avec plusieurs sociétés et des investisseurs privés. Les repérages en Italie et en Suisse débutent en juin. Le premier tour de manivelle est donné à Luxembourg le 28 novembre 2010 pour un peu plus de huit semaines. En janvier 2011, le montage du film, son premier et dernier long-métrage de fiction, commence à Paris. Au mois de juillet, alors que la postproduction est quasiment achevée, Glenio Bonder, qui est atteint d'une maladie rare du sang, entre à l'hôpital. Le 10 novembre 2011, il meurt à l'âge de 55 ans,,.

## Accueil du film
Le film a réalisé 25 293 entrées en France entre le 19 et 25 juin 2013. L'accueil de la critique cinématographique est franchement mauvais,,,.